# Chipaya
Chipaya je minoritní domorodý jazyk z jazykové rodiny uru-chipaya, kterým hovoří malé etnikum původních obyvatel v oblasti Oruro v Bolívii. Uvádí se, že mluvčí tohoto jazyka hovoří též ajmarsky a někteří španělsky. 